# Parlamento Árabe

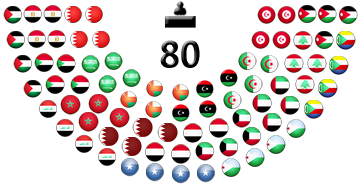
Un gráfico que muestra el número de escaños de los Estados miembros en el Parlamento Árabe, 2020

El Parlamento Árabe es un parlamento internacional formado por los países miembros de la Liga Árabe. Se creó tras la cumbre de la Liga Árabe en Amán de 2001 donde se autorizó al secretario general de la Liga Árabe iniciar el proceso de conformación del Parlamento. La sede se localizó en Damasco hasta 2012 en que fueron transferidos a El Cairo y se planea establecerlos en Bagdad. 

## Miembros del Parlamento
- Kuwait : Walid Khaled Al-Gary
- Egipto : Raga'a Ismail al Arabi
- Líbano : Robert Iskandar Ghanem
- Palestina : Rawhi Fattouh
- Somalia : Dr Zacheria Mohamud Haji Abdi
- Sudán : Samia Hussein Sayed Ahmed
- Irak : Sertib Muhammad Hussein
- Egipto : Sa'ad Gamal
- Omán : Soud Bin Ahmed El Berouani
- Mauritania : Salma Bint Tekdi
- Jordania : Salwa Damin El-Masri
- Palestina : Salim Zanoun
- Egipto : Sana Abd El-Mene'em El-Banna
- Omán : Sief Bin Hashim El-Maskary
- Sudán : Salih Ahmed El-Toum El-Omraby
- Túnez : A'eda Morgan Haram El-Shemsy
- Catar : Aisha Yousif Al-Mena'e
- Irak : Abbas Al-Biati
- Argelia : Abd-El-Hak Boumashra
- Yibuti : Abd-El-Rahman Hassan Riala
- Emiratos Árabes Unidos : ABD-EL-Rahman Ali Al-Shamsy
- Marruecos : ABD-El-Raham Lidek
- Baréin : Abd-El-Aziz Abd-Allah Al-Moussiy
- Jordania : Abd-El-Karim Faisal El-Daghmy
- Yemen : Abd-Allah Ahmed Ghanem
- Argelia : Abd-Allah Bousnan
- Jordania : Abd-El-Hady Attallah Ammegalli
- Marruecos : Abd-El-Wahed Arrady
- Kuwait : Abd-El-Wahed Mahmoud El-Awadi
- Comoras : Elwei Sayed Muhammed
- Omán : Ali Bin-Said El Behya'i
- Líbano : Ali Khreiss
- Yemen : Ali Abd-allah Abou-Hleika
- Argelia : Ammar Sa'adany
- Túnez : Omara Bin-Muhammed Al-Makhloufy
- Argelia : Amr Bouiflan
- Kuwait : Awad Bard El-Enzzi
- Omán : Fahd Bin-Majid Al-Mamari
- Yibuti : Fahmy Ahmed Muhammed Al-Hajj
- Somalia : Qamar Adam Ali
- Yibuti : Moemen Bahdoun Fareh
- Catar : Mubarak Ghanem Bouthamer Ali
- Sudán : Muhammed El-Hussein Al-Amin Ahmed Nasser
- Túnez : Muhammed Sobhi Boudreballah
- Arabia Saudita : Muhammed Bin-Ibrahim Bin-Muhammed El-Helwa
- Arabia Saudita : Muhammed Bin-Abd-Allah Bin-Muhammed El-Ghamdi
- Túnez : Muhammed Bin-Hady Ouaynee
- Kuwait : Mohammed Al-Sager|Mohammed Jassem Al-Sager
- Emiratos Árabes Unidos : Muhammed Salim El-Mazrouy
- Jordania : Muhammed Abd-Allah Abou-Hedib
- Yibuti : Muhammed Edwita Yousif
- Somalia : Muhammed Amr Tolha
- Somalia : Muhammed Mualim Abd-El-Rahman
- Mauritania : Muhammed Weld El-Sheikh Al-Moustafa
- Mauritania : Muhammed Weld Muhammed El-Hafez
- Mauritania : Muhammed Weld Harun Weld El-Sheikh Seddeya
- Siria : Mahmoud El-Abrash
- Egipto : Mostafa El-Feqqy
- Marruecos : Mostafa Okasha
- Irak : Moufid El-Jaza'ery
- Arabia Saudita : Mansour Bin-Mahmoud Abd-El-Ghaffar
- Yemen : Mansour Aziz Hamoud El-Zendany
- Catar : Nasser Khalil El-Jidah
- Siria : Nasser Qaddour
- Irak : Nour-Eddine Sa'id El-Heyaly
- Comoras : Nour-Eddine Midlaj
- Libia : Hoda Fathy Salim Bin-Amer
- Kuwait : Ali Al-Daqbaashi|Ali Salim Al-Daqbasi